# Variacije na Paganinijevo temo (Rahmaninov)
Rapsodija na Paganinijevo temo (rusko: Рапсодия на тему Паганини), tudi Variacije na Paganinijevo temo, op. 43, za klavir in orkester je koncertantno delo Sergeja Rahmaninova. Po podatkih, zapisanih v partituri, je bilo delo skomponirano med 3. julijem in 18. avgustom 1934. Praizvedba rapsodije je bila 7. novembra istega leta v dvorani Lyric Opera House v Baltimoru (zvezna država Maryland). Pianist-solist je bil skladatelj sam, Philadelphijski simfonični orkester pa je vodil dirigent Leopold Stokowski.
okviren čas trajanja: 23 minut
Markantno temo 24. capriccia Niccoloja Paganinija za solo violino so sicer skoraj do onemoglosti izrabili že skladatelji v 19. stoletju, med drugimi so jo obdelali tudi skladatelji Liszt, Schumann in Brahms, ki so bili vsi tudi veliki pianisti. Zdi se, da jo je Rahmaninov leta 1934 izbral za glavno idejo svoje nove skladbe, da bi s svojimi predhodniki pomeril moči kot pianist in kot skladatelj. Rapsodijo sestavlja tema s 24 variacijami, razporejenimi v tri dele. Uvodni del (prvih 15 variacij) imitira sonatno obliko – peta variacija predstavlja dramatično, šesta pa lirično temo. V spevnem srednjem delu je najlepša 18. variacija, prelepa spevna melodija, ki poslušalca spremlja še dolgo potem, ko že izzveni. Melodija je umetelna zrcalna preslikava glavne teme. Sklepni del (od 19. variacije do konca) je prava ekshibicija pianistične virtuoznosti. V njem je Rahmaninov uporabil vse klavirske prijeme Lisztove šole. Interpretacije klavirskih mojstrovin Rahmaninova so pogosto bučne in preračunane na zunanji blišč, vendar je on sam, če lahko sodimo po ohranjenih posnetkih, svoje skladbe podajal z lahkotno eleganco in neponovljivo čustveno toplino.

## Shema
- uvod: Allegro vivace – variacija I (Precedente)
- tema: L'istesso tempo
- variacija II: L'istesso tempo
- variacija III: L'istesso tempo
- variacija IV: Più vivo
- variacija V: Tempo precedente
- variacija VI: L'istesso tempo
- variacija VII: Meno mosso, a tempo mederato
- variacija VIII: Tempo I
- variacija IX: L'istesso tempo
- variacija X: L'istesso tempo
- variacija XI: Moderato
- variacija XII: Tempo di minuetto
- variacija XIII: Allegro
- variacija XIV: L'istesso tempo
- variacija XV: Più vivo scherzando
- variacija XVI: Allegretto
- variacija XVII: Allegretto
- variacija XVIII: Andante cantabile
- variacija XIX: A tempo vivace
- variacija XX: Un poco più vivo
- variacija XXI: Un poco più vivo
- variacija XXII: Un poco più vivo (Alla breve)
- variacija XXIII: L'istesso tempo
- variacija XXIV: A tempo un poco meno mosso